# Typhlodromus ghanii
Typhlodromus ghanii är en spindeldjursart som först beskrevs av Muma 1967.  Typhlodromus ghanii ingår i släktet Typhlodromus och familjen Phytoseiidae. Inga underarter finns listade i Catalogue of Life.